# San Pedro Bercianos
San Pedro Bercianos – gmina w Hiszpanii, w prowincji León, w Kastylii i León, o powierzchni 23,51 km². W 2011 roku gmina liczyła 271 mieszkańców.